# E.G. Records
E.G. Records — британський лейбл звукозапису, який був заснований в 1969, році, засновниками його є Девід Ентовен, і Джон Гейдон. Лейбл був активний на початку, 1970-х, років і початку 1980-х років, на лейблі записувалися такі виконавці: Killing Joke, Браян Іно, Roxy Music, T. Rex, та багато інших виконавців, того часу. E.G. Records розповсюджував свою продукцію за допомогою таких лейблів, Island Records, в Велико Британії, до 1974, року, потім на Polydor Records. В США лейбл розповсюджувався, на Atlantic Records, Warner Bros. Records, Atco Records, Polydor Records, Virgin Records. В 1992 році лейбл був проданий компанії Virgin Records, але випускався під назвою E.G. Records, в 1996 році лейбл припинив своє існування.